# Narrabeen Group

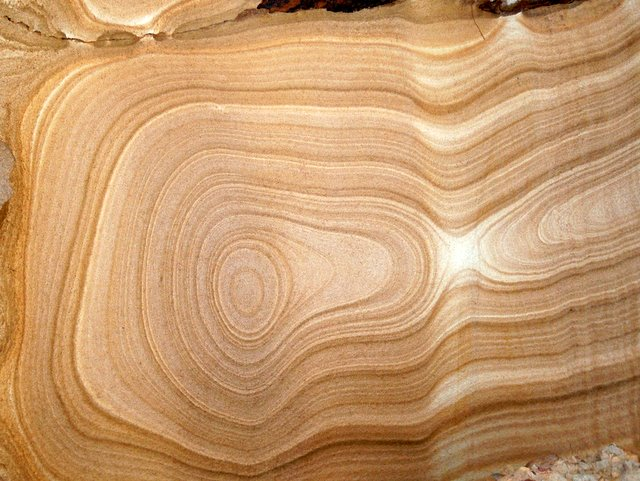
Narrabeen-Sandstein mit Liesegangschen Ringen vom Flint & Steel Beach an der Broken Bay

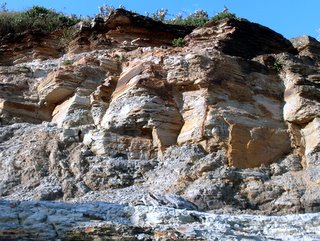
Aufschluss auf dem Narrabeen Headland

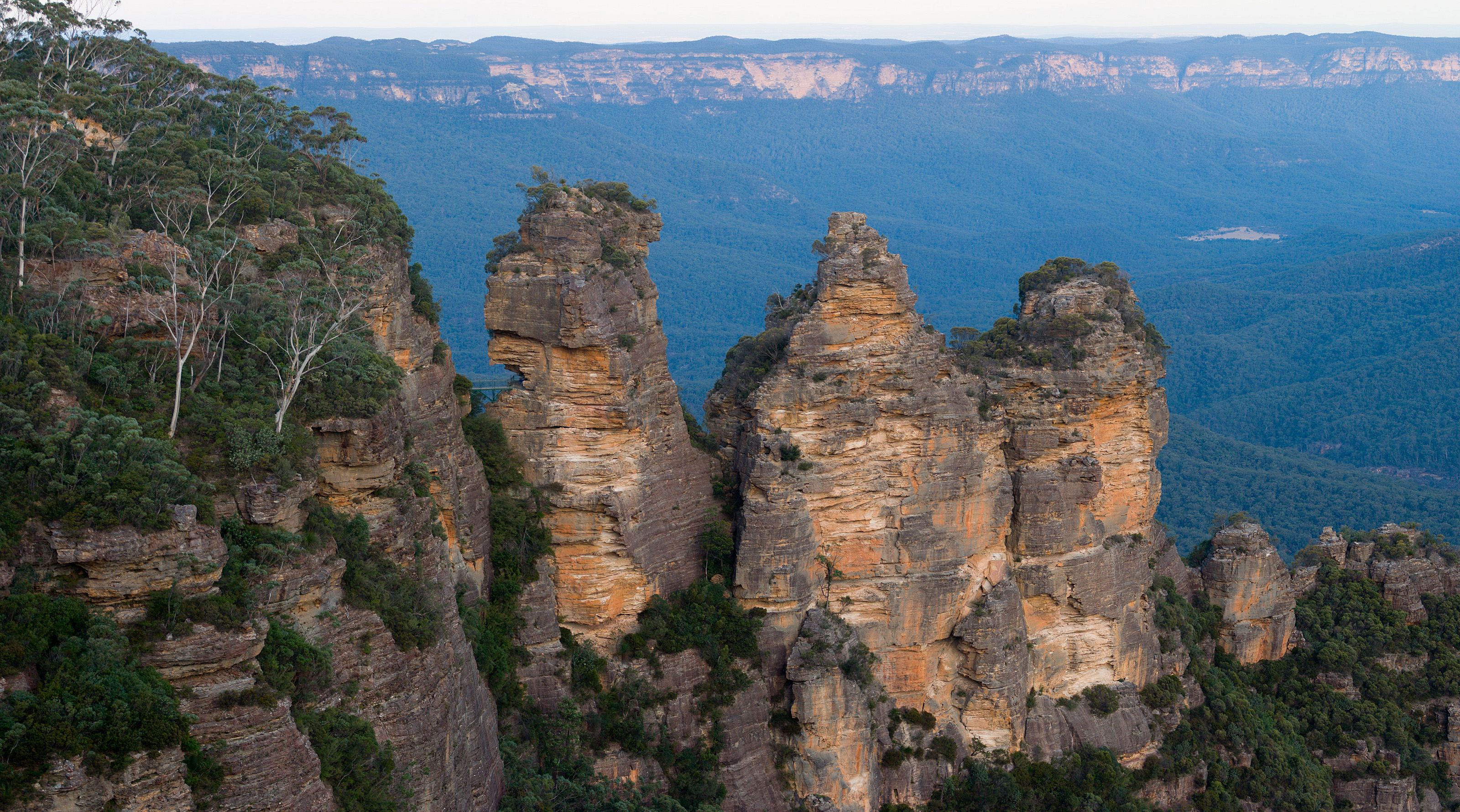
Die Felsen der Three Sisters in den Blue Mountains gehören zur Narrabeen Group.

Die Narrabeen Group ist eine geologische Formation in Australien im nördlichen Sydneybecken. Das Sydneybecken ist ein Sedimentbecken, das sich von der Südküste New South Wales bis ins zentrale Queensland in Australien erstreckt. Das Sydneybecken ist Teil eines größeren geologischen Beckens, des Sydney-Gunnedah-Bowen-Beckens. 

## Entstehung
Die Narrabeen Group bildet eine stratigrafische Formation gegen Ende des Perm bis zum frühen Trias. Sie entstand durch Sedimentation von Gesteinstrümmern aus den Gebieten von New England und aus Quarz aus dem Flussgebiet von Lachlan, die sich durchmischten. Die Group besteht aus klastischen, quarz- und tongebundenen Sandsteinen, Konglomerat- und Schiefergesteinen. Teilweise sind in diesen Gesteinen Pflanzen, Fische und amphibische Tiere versteinert. 
Die roten und grünen Schiefergesteine der Narrabeen Group liegen wasserabschließend über den Sandsteinkörpern und der Schiefer des Bald Hill, der die oberste Lage des Narrabeen Group bildet, bildet eine regionale wassersperrende Schicht.
Über der Narrabeen Group lagerte sich die jüngere stratigrafische Formation der Hawkesbury-Sandsteine an.
Die Gesteine der Narrabeen Group bildeten die Three Sisters, in den Blue Mountains. Die Täler der Blue Mountains wurden durch Erosions- und Verwitterungsprozesse dieses abgelagerten Gesteins geformt. Des Weiteren treten diese Gesteine auch an verschiedenen Ort im Sydneybecken hervor, wie zum Beispiel am Long Reef bei Narrabeen und an der Broken Bay hervor.